# Одержимость (фильм, 2002)
«Одержимость» (англ. Possession) — англо-американская романтическая драма 2002 года. Экранизация произведения английской писательницы Антонии Сьюзен Байетт «Обладать» (англ. Possession: A Romance).

## Сюжет
Двое учёных, Роланд Митчелл и Мод Бэйли, изучают переписку поэта XIX века Рэндольфа Эша. Из неё они узнают о его внебрачной любовной связи с поэтессой Кристабель Ламотт. Пытаясь представить себе полную картину из прошлого, учёные сами влюбляются друг в друга.

## В ролях
| Актёр          | Роль              |
| -------------- | ----------------- |
| Аарон Экхарт   | Роланд Митчелл    |
| Гвинет Пэлтроу | Мод Бэйли         |
| Джереми Нортэм | Рэндольф Эш       |
| Дженнифер Эль  | Кристабель Ламотт |
| Лина Хиди      | Бланш Гловер      |
| Холли Эйрд     | Эллен Эш          |
| Тоби Стивенс   | Фергюс Вульф      |
| Том Холландер  | Юэн               |
| Тревор Ив      | Кроппер           |
| Том Хикки      | Блэкэддер         |
| Анна Мэсси     | леди Бэйли        |